# Xanthotype crocataria
Xanthotype crocataria är en fjärilsart som beskrevs av Fabricius 1794. Xanthotype crocataria ingår i släktet Xanthotype och familjen mätare. Inga underarter finns listade i Catalogue of Life.